# Roberto Acuña
Roberto Miguel Acuña Cabello (Avellaneda, Buenos Aires; 25 de marzo de 1972) es un exfutbolista argentino nacionalizado paraguayo y español. Su último club fue 22 de Septiembre de la segunda división de Paraguay. Fue entrenador en las selecciones juveniles de Paraguay entre el periodo de 2018 - 2020, también fue asistente técnico en el Club Libertad. Ha sido internacional con la selección paraguaya con 100 partidos disputados y 3 participaciones en la Copa Mundial de Fútbol.
Actualmente es asistente técnico en el Coritiba FC. 
Así también se ha incursionado en el fútbol playa con el equipo del Garden Club Paraguayo perteneciente al Torneo Metropolitano de Fútbol Playa e integró la selección paraguaya de fútbol de playa donde participó en una Copa Mundial de Fútbol Playa de FIFA.

## Trayectoria
Roberto Acuña nació en Argentina pero, habida cuenta de que el DT Daniel Passarella no lo convocó (Rumor) decidió nacionalizarse paraguayo para jugar en su selección. El club que lo vio dar sus primeros pasos como profesional fue el Nacional de Asunción. Ha jugado en varios clubes de Paraguay, Argentina y España.
En el 2016 se había convertido en el jugador con mayor edad en competir en la Primera División de Paraguay, con 43 años, 10 meses y 13 días defendiendo los colores del Rubio Ñu. Pero en el 2017 rompió su propio récord.

## Selección nacional
Ha sido internacional con la selección de Paraguay, con la que disputó tres mundiales. Vistió la albirroja en un total de 100 partidos anotando 5 goles, siendo uno de los jugadores más aguerridos que se recuerda, contribuyendo en gran medida para la clasificación por segunda ocasión a la fase de octavos de final de un mundial de mayores, en donde luego caería en forma épica ante el anfitrión y a la postre campeón, Francia.
Pasó a la historia, no solo por sus logros y forma de jugar, sino también al haber visto la única tarjeta roja para un jugador de la selección paraguaya en un mundial. El hecho se produjo durante el encuentro de octavos de final del Campeonato del Mundo del 2002 que su equipo perdió frente a Alemania por 1-0, al aplicar un codazo a Michael Ballack cuando ya se jugaba tiempo de descuento de la segunda etapa. Casi al mismo instante el jugador alemán también fue sancionado pero solo con una amonestación evidenciando haber provocado la reacción del Toro.
En el año 2014 y 2015 con una gran trayectoria, formó parte de la selección de fútbol playa de Paraguay. A la edad de 42 años en 2015, El Toro participó en el Campeonato de Fútbol Playa de Conmebol 2015 con la selección paraguaya, que se disputó en Manta. Se consagró vicecampeón de ese torneo, siendo un referente de la selección y con el brazalete de capitán.

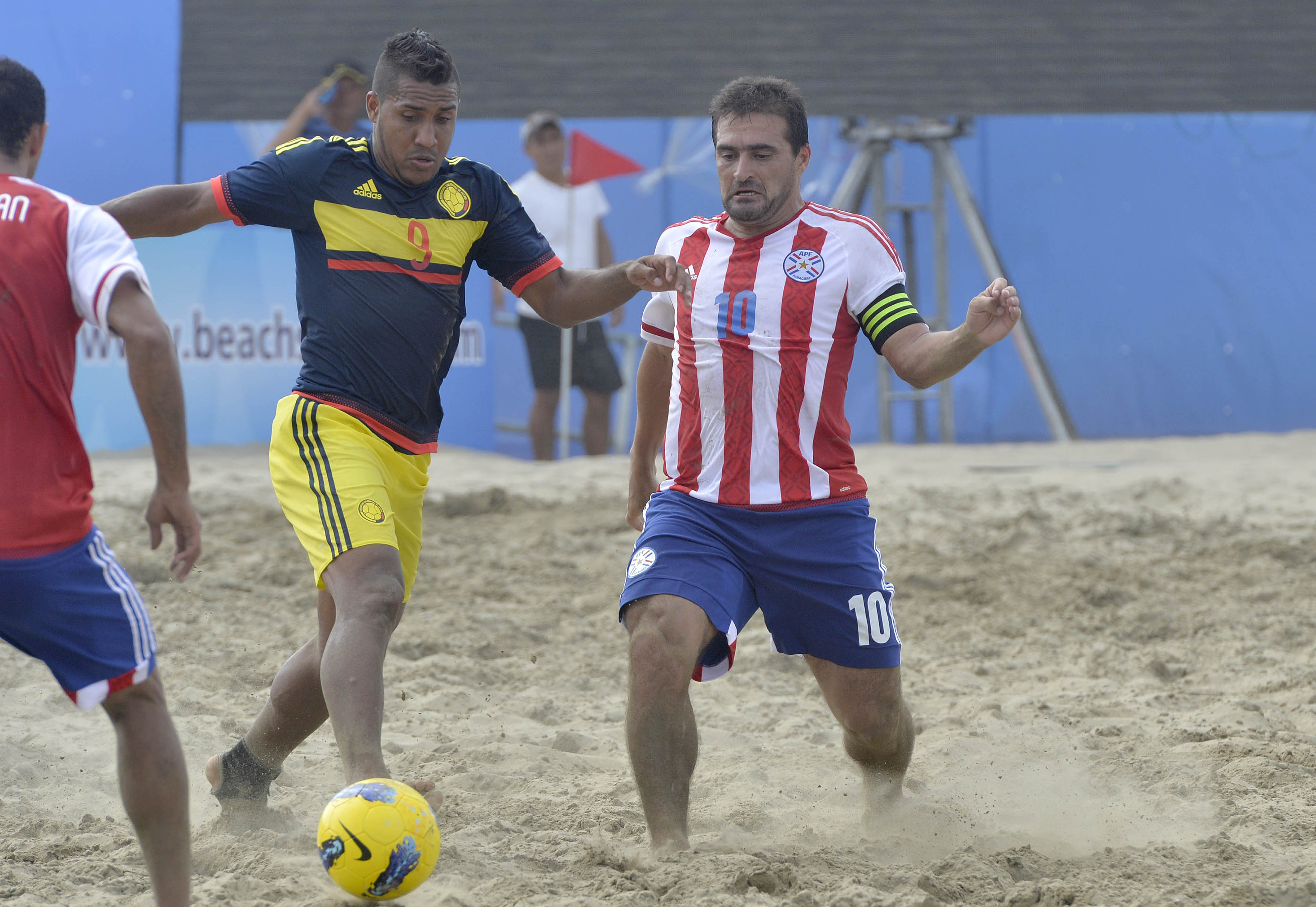

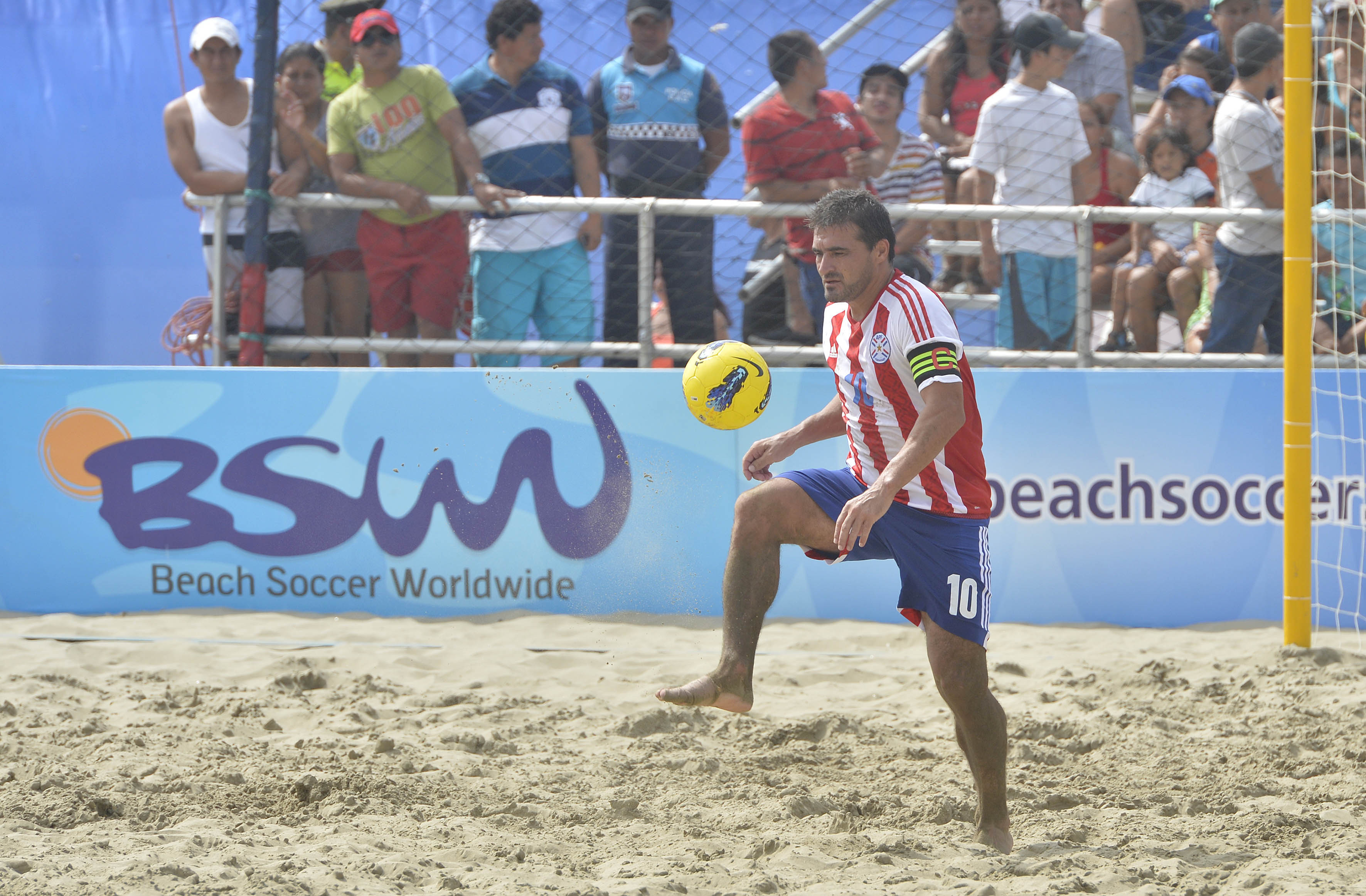

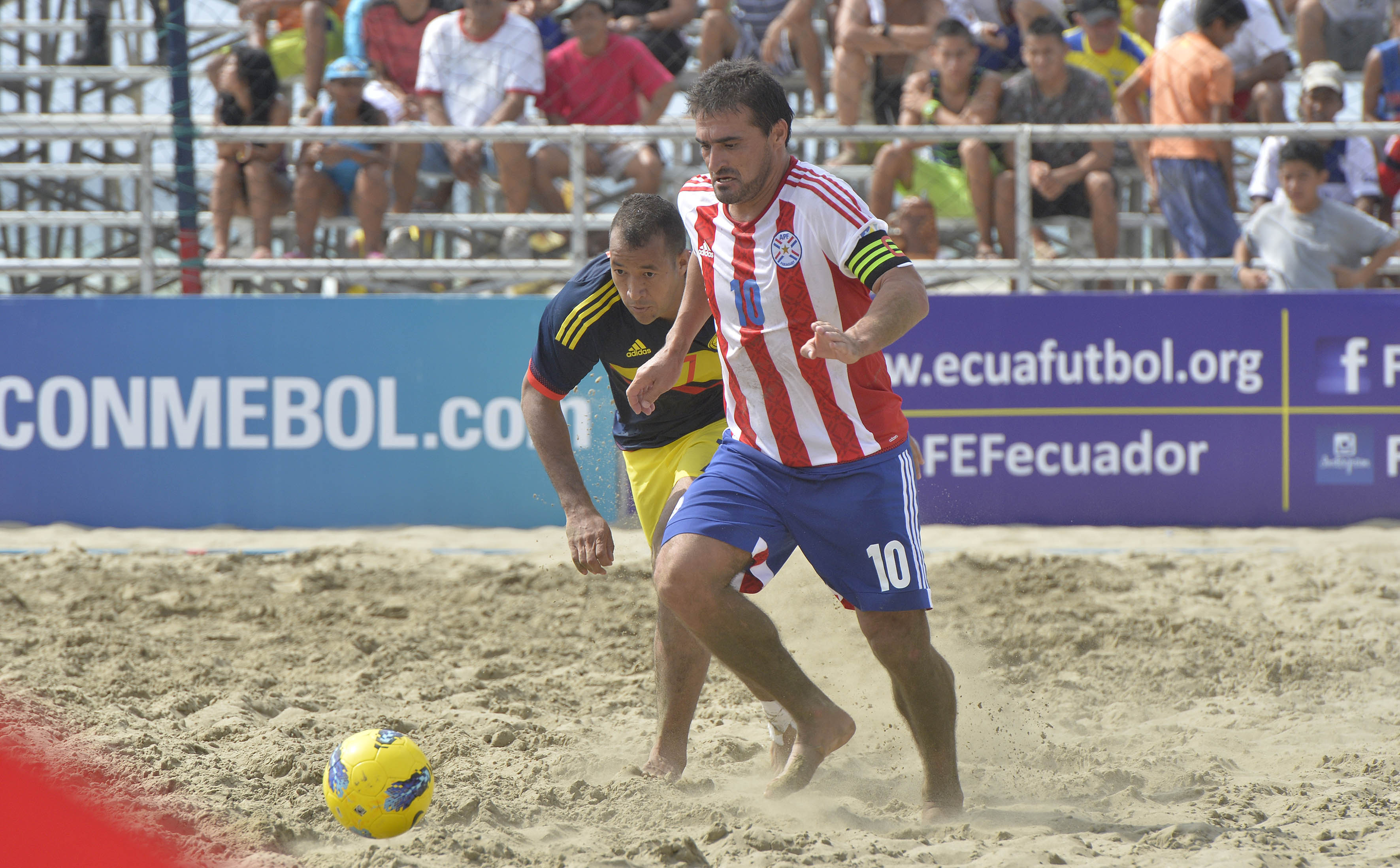

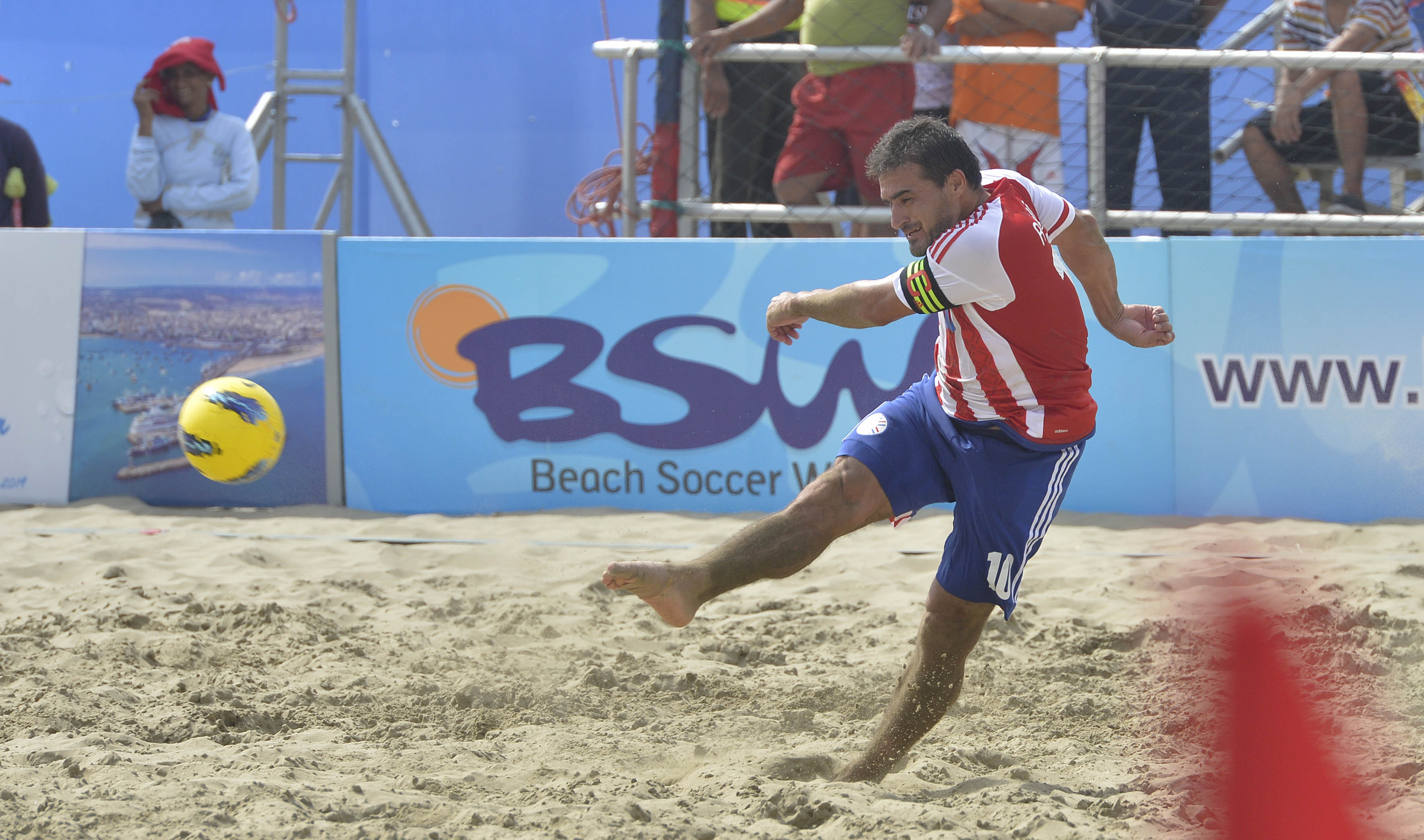
Acuña en el Campeonato de Fútbol Playa Conmebol, año 2015

### Goles en la Selección
| Resultados | Resultados | Resultados | Resultados | Lugar        | Estadio              | Fecha                | Tipo                             | Gol(es) |
| ---------- | ---------- | ---------- | ---------- | ------------ | -------------------- | -------------------- | -------------------------------- | ------- |
| Paraguay   | 1          | 0          | Ecuador    | Asunción     | Defensores del Chaco | 30 de junio de 1995  | Amistoso                         | 1 gol   |
| Paraguay   | 1          | 0          | Chile      | Cochabamba   | Félix Capriles       | 11 de junio de 1997  | Copa América 1997                | 1 gol   |
| Paraguay   | 1          | 2          | Argentina  | Asunción     | Defensores del Chaco | 6 de julio de 1997   | Eliminatorias Sudamericanas 1998 | 1 gol   |
| Paraguay   | 2          | 3          | Rumania    | Bucarest     | Stadionul Ghencea    | 3 de junio de 1998   | Amistoso                         | 1 gol   |
| Paraguay   | 1          | 1          | Argentina  | Buenos Aires | El Monumental        | 16 de agosto de 2000 | Eliminatorias Sudamericanas 2002 | 1 gol   |

Para un total de 5 goles

### Participaciones en Copas del Mundo
| Mundial                        | Sede                  | Resultado        |
| ------------------------------ | --------------------- | ---------------- |
| Copa Mundial de Fútbol de 1998 | Francia               | Octavos de final |
| Copa Mundial de Fútbol de 2002 | Corea del Sur y Japón | Octavos de final |
| Copa Mundial de Fútbol de 2006 | Alemania              | Primera fase     |

### Goles en la Selección de Fútbol Playa
| Resultados | Resultados | Resultados | Resultados | Lugar | Estadio             | Fecha               | Tipo                                        | Gol(es) |
| ---------- | ---------- | ---------- | ---------- | ----- | ------------------- | ------------------- | ------------------------------------------- | ------- |
| Paraguay   | 8          | 5          | Bolivia    | Manta | Playa El Murciélago | 22 de abril de 2015 | Campeonato de Fútbol Playa de Conmebol 2015 | 1 gol   |

Para un total de 1 gol

### Participaciones en Copas del Mundo de Fútbol Playa
| Mundial                                | Sede     | Resultado      |
| -------------------------------------- | -------- | -------------- |
| Copa Mundial de Fútbol Playa FIFA 2015 | Portugal | Fase de Grupos |

## Clubes

### Fútbol
| Club                | País                   | Año       |
| ------------------- | ---------------------- | --------- |
| Nacional            | Paraguay               | 1988-1993 |
| Argentinos Juniors  | Argentina              | 1993-1994 |
| Boca Juniors        | Argentina              | 1994-1995 |
| Independiente       | Argentina              | 1995-1997 |
| Real Zaragoza       | España                 | 1997-2002 |
| Deportivo La Coruña | España                 | 2002-2003 |
| Elche               | España                 | 2003-2004 |
| Al Ain              | Emiratos Árabes Unidos | 2004      |
| Deportivo La Coruña | España                 | 2005-2006 |
| Rosario Central     | Argentina              | 2006      |
| Olimpia             | Paraguay               | 2007-2008 |
| Rubio Ñu            | Paraguay               | 2009-2012 |
| 12 de Octubre       | Paraguay               | 2013-2014 |
| Deportivo Recoleta  | Paraguay               | 2015      |
| Rubio Ñu            | Paraguay               | 2016      |
| Deportivo Recoleta  | Paraguay               | 2016      |
| Rubio Ñu            | Paraguay               | 2017      |
| 22 de Septiembre    | Paraguay               | 2017-2018 |

### Fútbol de playa
| Club                  | País     | Año  |
| --------------------- | -------- | ---- |
| Garden Club Paraguayo | Paraguay | 2014 |

## Palmarés

### Torneos nacionales
| Título             | Club               | País     | Año  |
| ------------------ | ------------------ | -------- | ---- |
| Copa del Rey       | Real Zaragoza      | España   | 2001 |
| Primera División C | Deportivo Recoleta | Paraguay | 2015 |

### Copas internacionales
| Título                 | Club             | Sede           | Año  |
| ---------------------- | ---------------- | -------------- | ---- |
| Supercopa Sudamericana | CA Independiente | Río de Janeiro | 1995 |

### Distinciones individuales
| Distinción                   | Año  |
| ---------------------------- | ---- |
| Futbolista paraguayo del año | 2001 |